# Ахенер-плац
Ахенер-плац (нем. Aachener Platz — «Aхенская площадь») — площадь в Дюссельдорфе, по которой проходит граница между административными районами Бильк (Bilk) и Флее (Flehe). Имеет важное транспортное значение, соединяя районы Флее и Фольмерсверт с центром города.

## Общие сведения
Ахенская площадь названа в честь города Ахена в Германии. Протягивается с северо-востока на юго-запад на 200 метров и имеет в самом широком месте примерно 70 метров. Площадь имеет сложную конфигурацию, представляя из себя как бы два совмещённых прямоугольника. Главная часть находится на северо-востоке, именно на ней установлены официальные указатели площади. Посередине площади проложена линия метротрама U72 (маршрут Ратинген-Фольмерсверт), остановка которой «Ахенер-плац» располагается на меньшей юго-западной части площади. Через площадь проложены автобусные маршруты № 723 и 726.
Особенностями Ахенской площади являются:
- отсутствие зданий с нумерацией самой площади. Все дома по периметру площади имеют нумерацию пересекающей её по диагонали улицы Ахенер-штрассе. Только по косвенным данным можно определить, что они стоят на Ахенской площади. Например, аптека (ей уже более 50 лет) с номером Ахенской улицы имеет название «Аптека на Ахенской площади». На двух официальных указателях площади также отсутствует перечень номеров домов. Единственным строением, которое можно отнести исключительно к площади, является газетно-журнальный киоск[2] невдалеке от остановки метротрама;
- каждую субботу недалеко от площади (по улицам Уленберг-штрассе и Убиер-штрассе) проводится барахолка (Trödelmarkt, Flohmarkt), называемый «Трёдель и антик-маркт Ахенер-плац» и, одновременно, в кафе «Шперрмюль» проводятся музыкальные мероприятия[3].

В 2010/2011 годах на Ахенской площади проводилась крупная реконструкция, включающая перепрофилирование трамвайной линии в линию метротрама.
Площади с названием «Ахенер-плац» в мире нигде, кроме Дюссельдорфа, нет.